# Giáo hội Chính thống giáo Nga
Giáo hội Chính thống giáo Nga (tiếng Nga: Русская православная церковь, chuyển tự: Russkaya pravoslavnaya tserkov), tên pháp lý thay thế: Tòa thượng phụ Moskva (tiếng Nga: Московский патриархат, Moskovskiy patriarkhat), là một trong các giáo hội Chính thống giáo Đông phương độc lập. Người đứng đầu giáo hội là Thượng phụ Moskva và toàn nước Nga. Giáo hội chính thức đứng ở bậc thứ 5, ngay sau các Tòa thượng phụ cổ của Chính thống giáo Hy Lạp là Constantinopolis, Alexandria, Antiochia, và Jerusalem.
Tại Liên Xô cũ, sau cách mạng tháng Mười, trong khuôn khổ chủ nghĩa vô thần nhà nước, chủ trương bởi nhà nước Liên bang Xô Viết lúc đó, nhiều "cơ sở nhà thờ tại [các] cấp địa phương, quốc gia hay giáo phận đã bị phá hủy" trong chiến dịch chống tôn giáo 1921-1928., như Nhà thờ chính tòa Chúa Kitô Đấng Cứu Độ, Nhà thờ chính tòa Thánh Isaac, nhưng từ năm 1990, sau khi chế độ Cộng sản sụp đổ, nhiều nhà thờ bị phá hủy đã dần được phục dựng.